# Mihara
Mihara è una città giapponese della prefettura di Hiroshima.  La città è stata fondata il 15 novembre 1936.
Il 22 marzo 2005, le città di Daiwa, Kui e Hongo sono state amalgamate nella nuova municipalità di Mihara.

## Storia
- Il castello di Mihara fu costruito su ordine di Kobayakawa Takakage nel 1582.